# Campionati europei di concorso completo 1999
I Campionati europei di concorso completo 1999 si sono svolti a Luhmühlen, in Germania.

## Podi
| Evento           | Oro           | Argento         | Bronzo          |
| Gara individuale | Pippa Funnell | Linda Algotsson | Paula Törnqvist |
| Gara a squadre   | Regno Unito   | Germania        | Svezia          |

## Medagliere
| Posiz. | Nazione     | Oro | Argento | Bronzo | Totale |
| ------ | ----------- | --- | ------- | ------ | ------ |
| 1      | Regno Unito | 2   | 0       | 0      | 2      |
| 2      | Svezia      | 0   | 1       | 2      | 3      |
| 3      | Germania    | 0   | 1       | 0      | 1      |
| Totale | Totale      | 2   | 2       | 2      | 6      |